# Fionn mac Cumhaill
Fionn mac Cumhaill (/fʲiːn̪ˠ mˠak 'kuwaːlʲ/ en antiguo y medio irlandés o /fɪn mɘ 'kuːl/ en inglés, también conocido como Finn o Find mac Cumaill, nombre transcrito  como Finn McCool) fue un cazador y guerrero mítico de la mitología celta, que aparece también en las leyendas de Escocia y de la isla de Man. Las historias de Fionn y sus seguidores, los Fianna, forman el Ciclo feniano (o Fiannaidheacht), en su mayoría supuestamente narrado por el hijo de Fionn, el poeta Oisín u Ossian. Fionn o Finn es un apodo que significa “claro” (refiriéndose al color de pelo), “blanco”, o “brillante”. Su nombre de la infancia era Deimne, y varias leyendas cuentan que ganó su apodo cuando su pelo se tornó prematuramente blanco. El nombre “Fionn” está relacionado con el nombre galés Gwyn, como en la figura mitológica Gwyn ap Nudd, y con la deidad celta continental Vindos.
La organización revolucionaria irlandesa del siglo XIX conocida como la Hermandad Feniana tomó su nombre de estas leyendas. El nombre escocés Fingal viene de una reescritura de estas leyendas en forma épica por el poeta del siglo XVIII James Macpherson.

## Leyenda

### Nacimiento
La mayor parte de las primeras aventuras de Fionn están contadas en la narrativa Las Hazañas Infantiles De Fionn. Era el hijo de Cumhall, líder de los Fianna, y Muirne, hija del druida Tadg mac Nuadat que vivía en la colina de Almu en el Condado de Kildare. Cumhall raptó a Muirne después de que su padre le negara su mano, así que Tadg apeló al Gran Rey, Conn de las Cien Batallas, que declaró ilegal el rapto. En la Batalla de Cnucha se combatió entre  los ejércitos de Conn y Cumhall, y Cumhall fue muerto por Goll mac Morna, que tomó el liderazgo de los Fianna. Muirne ya estaba embarazada, así que su padre la rechazó y ordenó a su gente que la quemaran viva, pero Conn no lo permitió y la puso bajo la  protección de Fiacal mac Conchinn, cuya mujer, Bodhmall la druidesa, era hermana de Cumhall. En la casa de Fiacal tuvo a su hijo, al que llamó Deimne.

### Infancia
Miurne dejó al niño al cuidado de Bodhmall y una guerrera, Liath Luachra, que lo llevaba en secreto al bosque de Sliabh Bladma, enseñándole las artes de la guerra y la caza. Cuando creció entró, de incógnito, al servicio de algunos reyes locales, pero cuando lo reconocieron como el hijo de Cumhal le dijeron que se fuera, temiendo no ser capaces de protegerlo de sus enemigos.
El joven Fionn conoció al druida y poeta Finn Eces (Finn el Vidente), o Finnegas, cerca del río Boyne, y estudió con él. Finn Eces había pasado siete años intentando atrapar al salmón del conocimiento, que vivía en una laguna del Boyne: quien se comiera el salmón ganaría todo el conocimiento del mundo. Finalmente lo atrapó, y le dijo al niño que se lo cocinara. Mientras lo asaba Fionn se quemó el pulgar, e instintivamente se lo metió en la boca, tragándose un trozo de la piel del salmón. Esto le imbuyó la sabiduría del salmón. Entonces supo como tomar venganza contra Goll, y en las historias posteriores podía invocar el conocimiento del salmón chupándose el pulgar.
El lugar del salmón en esta historia demuestra el aprecio que se le tiene a esta particular familia de peces en muchas mitologías. La especie particular a la que se cree que refiere esta historia, es la variante Salmonidae midlandus. Esta especie era especialmente apreciada en cuentos tradicionales irlandeses por su fuerza, su apariencia (tiene más escamas que otras especies y por lo tanto un rango de colores más impactante) y su relativa escasez. La historia de Fionn y el salmón del conocimiento guarda un fuerte parecido al cuento galo de Gwion Bach, indicando una posible fuente común en ambas historias.

### Vida adulta
Cada año durante veintitrés años en Samhain, el hada de aliento de fuego Aillen dormía a los hombres de Tara con su música antes de quemar el palacio hasta los cimientos, y los Fianna, liderados por Goll mac Morna, eran impotentes para prevenirlo. Fionn llegó a Tara, armado con la bolsa de piel de grulla de su padre llena de armas mágicas. Se mantuvo despierto con la punta de su propia lanza, y luego mató a Aillen con ella. Tras esto su herencia fue reconocida y se le cedió el mando de los Fianna: Goll se apartó voluntariamente, y se convirtió en un leal seguidor de Fionn, aunque en varias historias su alianza es difícil y ocurren feudos. Fionn exige a Tadg una compensación por la muerte de su padre, amenazando con una guerra o un combate personal contra él si se negaba. Tadg le ofreció su hogar, la colina de Alan, como compensación, que Fionn aceptó.

### Vida amorosa

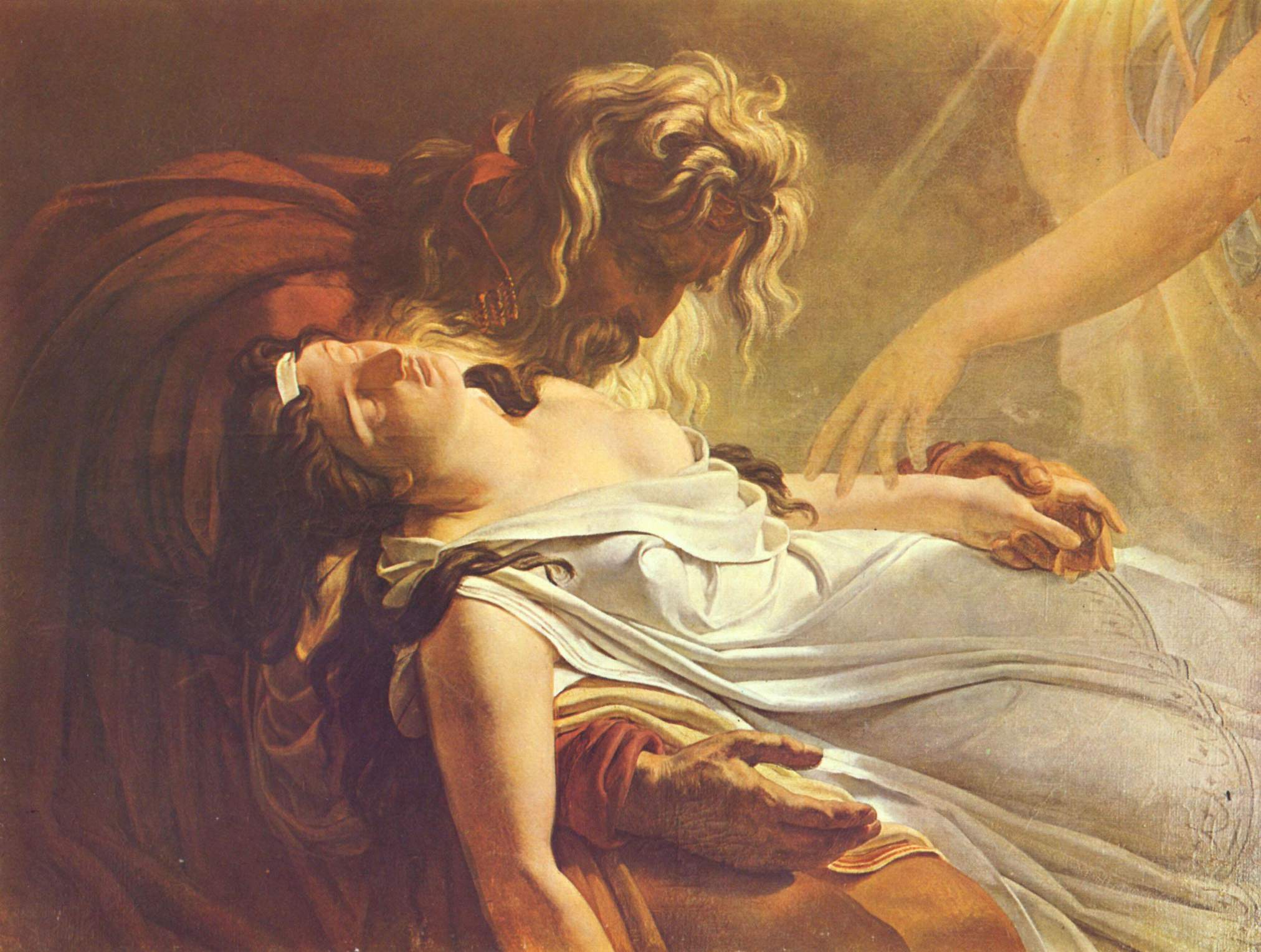
"Malvina muere en los brazos de Fingal", por Anne-Louis Girodet de Roussy-Trioson.

Fionn conoció a su esposa más famosa, Sadbh, cuando estaba cazando. Ella había sido transformada en cierva por un druida, Fear Doirich. Los sabuesos de Fionn, Bran y Sceolan, que habían sido humanos, reconocieron que ella también lo era, y Fionn la perdonó. Ella se transformó de nuevo en una hermosa mujer, se casó con Fionn, y pronto quedaría embarazada. Sin embargo Fear Doirich (que significa literalmente Hombre Oscuro) regresó y la volvió a transformar en un cierva, y ella se esfumó. Siete años después Fionn se reunió con su hijo, Oisín, que llegó a ser uno de los más grandes de los Fianna.
En La persecución de Diarmuid y Gráinne, una de las historias más famosas del ciclo, el Gran Rey Cormac mac Airt le promete al ahora envejecido Fionn su hija Gráinne como esposa, pero Gráinne se enamora de uno de los Fianna, Diarmuid Ua Duibhne, y ambos huyen juntos, con Fionn persiguiéndolos. Los amantes son ayudados por el padrastro de Diarmuid, el dios Angus. Gradualmente Fionn hace las paces con la pareja. Años más tarde, sin embargo, Fionn invita a Diarmuid a cazar jabalíes, y Diarmuid resulta gravemente herido por la presa. El agua bebida de las manos de Fionn tiene poderes curativos, pero cuando Fionn junta agua la deja escurrir entre los dedos deliberadamente antes de llegar a Diarmuid. Su nieto Oscar lo amenaza si no trae agua para Diarmuid, pero cuando Fionn finalmente regresa es demasiado tarde, Diarmuid ha muerto.

### Muerte
Los registros acerca de la muerte de Fionn varían; de acuerdo al más popular, no está muerto, sino que duerme en una cueva bajo Dublín, para despertar y defender Irlanda en su hora de más necesidad. Otra leyenda afirma que Fionn, su mujer e hijos fueron transformados en pilares de piedra en la cripta de la Catedral de Lund, en Suecia.

## Folclore
A Fionn se le atribuyen muchos rasgos geográficos de Irlanda. Las leyendas dicen que construyó la Calzada de los Gigantes como adoquines hacia Escocia, para no mojarse los pies; también arrancó un pedazo de Irlanda para arrojársela a un rival, pero erró y aterrizó en el Mar de Irlanda-- la masa se convirtió en la isla de Man y la piedra en Rockall, el hueco se convirtió en el lago Neagh. La Gruta de Fingal en Escocia también fue nombrada por él, y comparte el rasgo de las columnas hexagonales de basalto con la cercana Calzada de los Gigantes. La leyenda también dice que fue engañado para que construya una catedral en Lund.
En Terranova y algunas partes de Nueva Escocia, se habla de "El Alzamiento de Fingal" en un sentido nacionalista distinto. Popularizado en canciones y bares por igual, hablar de "Fingle", como es pronunciado en inglés en contraste con "Fion MaCool" en irlandés de Terranova, es usado en vez de Terranova o su cultura.
En el folklore manés, Fionn es un gigante conocido como Finn MacCooill. Una historia: dice que vivía en la isla de Man, donde un buggane (una especie de ogro) manés vino a luchar contra el famoso gigante irlandés. Buscando evitar la pelea, Finn se escondió en una cuna mientras su esposa entretenía al buggane, actuando como si su esposo fuera el bebé e intentando espantar al visitante. Le dio al buggane una torta con una plancha de cocina de hierro escondida dentro, que no pudo comer, y le dijo que su marido acostumbraba comer esas tortas. Luego le dio la segunda torta a Finn, que la comió fácilmente. Viendo que el 'bebé' era tan fuerte, el buggane lo pensó mejor y escapó. Sin embargo, más tarde ambos se encontraron y tuvieron una gran batalla en Kirk Christ Rushen. Los pies de Finn socavaron el canal entre la isla Calf de Man y la Kitterland, y el otro canal entre Kitterland y la isla Man. Los pies del buggane hicieron la entrada del puerto Erin. Al final el buggane consiguió la ventaja y el herido Finn debió huir. Finn podía caminar en el mar pero el buggane no. Incapaz de seguirlo, el buggane se arrancó un diente y se lo arrojó, donde lo alcanzó y cayó al mar para convertirse en la roca de Chicken. Finn se volvió para gritar una maldición a la roca, que sería el motivo por el cual es tan peligrosa para los marinos.

## Literatura moderna
En 1761 James Macpherson anunció el supuesto descubrimiento de una narración épica escrita por Ossian (Oisín) en idioma gaélico escocés sobre "Fingal" (Fionghall significa "extraño blanco" se sugiere que Macpherson toma el nombre Fingal a través de una malinterpretación del nombre que en antiguo gaélico aparecería como Finn). En diciembre de 1761 publicó Fingal, un Antiguo Poema Épico en Seis Libros, junto con Otros Varios Poemas compuestos por Ossian, el Hijo de Fingal, traducido del Lenguaje Gaélico. Su ciclo de poemas tuvo amplia influencia en autores como Goethe y el joven Walter Scott, pero hubo controversias desde el principio sobre las declaraciones de Macpherson de haber traducido los trabajos de fuentes antiguas. La autenticidad de los poemas es ahora dudosa, aunque pueden haber sido basados en fragmentos de leyendas gaélicas, y en alguna medida la controversia oscureció su considerable mérito literario e influencia en el Romanticismo.
Una historia de la batalla entre Fionn mac Cumhaill, quien en esta historia reside en el valle de Glencoe, en Escocia, y una horda vikinga liderada por Earragan aparece en el libro Glencoe: The Story of the Massacre, Secker & Warburg, 1966, por John Prebble. La historia relata el acercamiento de cuarenta galeras vikingas por los estrechos por Ballachulish hacia el lago Loch Leven, y la sucesiva batalla entre los nórdicos y los Feinn del valle de Glencoe, donde Earragan es exterminado por Goll mac Morna.
Fionn mac Cumhaill es una figura importante en la literatura irlandesa moderna. Notablemente hace varias apariciones en el libro Finnegans Wake de James Joyce, y algunos sostienen que el título, tomado de la balada callejera "Finnegan's Wake", puede ser un acrónimo de "Finn again is awake" ("Finn está despierto otra vez"), refiriéndose a su legendario eventual despertar para defender Irlanda.
Fionn también aparece como personaje en la novela cómica At Swim-Two-Birds, de Flann O'Brien, en pasajes que parodian el estilo de los mitos irlandeses. El libro de Morgan Llywelyn Finn MacCool cuenta el alzamiento de Fionn contra el líder de los Fianna y las historias de amor que siguen en su vida, y el personaje es celebrado en "La Leyenda de Finn MacCumhail", una canción de la banda de Boston Dropkick Murphys que aparece en su álbum Sing Loud Sing Proud.

## En la ficción
Fionn mac Cumhaill apareció como protagonista y aliado en The Dark Druid (El druida oscuro), la primera aventura publicada para el juego de rol de Buffy the Vampire Slayer. La aventura presenta a Fionn y su batalla con el druida Fear Doirich en la era moderna y afirma que las brujas Willow y Tara son las reencarnaciones de sus madrastras Bodhmall y Liath respectivamente
También aparece como un personaje en la película Cremaster 3 (2002) del productor Matthew Barney. Se le menciona en el film "El tesoro de Tarzán", de 1941, dirigido por Richard Thorpe. Un miembro de la expedición compara a Tarzán con el gigante.
En 2021, posterior al E3, fue revelado que uno de los nuevos Demonios de la conocida franquicia Shin Megami Tensei, está basado en este personaje. Esta sería la primera aparición de Fionn Mac Cumhaill dentro de los juegos, específicamente en SMT V.